# 里奧皮納爾 (佛羅里達州)
里奧皮納爾（英語：Rio Pinar）是位於美國佛羅里達州橙縣的一個人口普查指定地區。

## 地理
里奧皮納爾的座標為28°31′14″N 81°15′45″W / 28.52056°N 81.26250°W，而該地最高點為海拔高度26米（即85英尺）。

## 人口
根據2010年美國人口普查的數據，里奧皮納爾的面積為5.64平方千米，當中陸地面積為5.63平方千米，而水域面積為0.01平方千米。當地共有人口6211人，而人口密度為每平方千米1,101人。